# Ecuador i olympiska spelen
Ecuador deltog första gången vid olympiska sommarspelen 1924 i Paris, men sedan återkom de inte förrän vid de olympiska sommarspelen 1968 i Mexico City och de har sedan dess varit med vid varje olympiskt sommarspel. De deltog vid de olympiska vinterspelen 2018 och 2022.
Ecuador har totalt vunnit tio medaljer.

## Medaljer
| Guld | Silver | Brons | Totalt antal medaljer |
| ---- | ------ | ----- | --------------------- |
| 4    | 4      | 2     | 5                     |

### Medaljer efter sommarspel
| Spel                | Guld        | Silver      | Brons       | Totalt      |
| Paris 1924          | 0           | 0           | 0           | 0           |
| 1928-1964           | Deltog inte | Deltog inte | Deltog inte | Deltog inte |
| Mexico City 1968    | 0           | 0           | 0           | 0           |
| München 1972        | 0           | 0           | 0           | 0           |
| Montréal 1976       | 0           | 0           | 0           | 0           |
| Moskva 1980         | 0           | 0           | 0           | 0           |
| Los Angeles 1984    | 0           | 0           | 0           | 0           |
| Seoul 1988          | 0           | 0           | 0           | 0           |
| Barcelona 1992      | 0           | 0           | 0           | 0           |
| Atlanta 1996        | 1           | 0           | 0           | 1           |
| Sydney 2000         | 0           | 0           | 0           | 0           |
| Aten 2004           | 0           | 0           | 0           | 0           |
| Peking 2008         | 0           | 1           | 0           | 1           |
| London 2012         | 0           | 0           | 0           | 0           |
| Rio de Janeiro 2016 | 0           | 0           | 0           | 0           |
| Tokyo 2020          | 2           | 1           | 0           | 3           |
| Paris 2024          | 1           | 2           | 2           | 5           |
| Totalt              | 4           | 4           | 2           | 10          |

### Medaljer efter sporter
| Sport         | Guld | Silver | Brons | Totalt |
| Friidrott     | 2    | 2      | 0     | 4      |
| Tyngdlyftning | 1    | 1      | 0     | 2      |
| Cykling       | 1    | 0      | 0     | 1      |
| Brottning     | 0    | 1      | 0     | 1      |
| Tyngdlyftning | 0    | 0      | 2     | 2      |
| Totalt        | 4    | 4      | 2     | 10     |